# Santa Maria in Montesanto
Santa Maria in Montesanto är en kyrkobyggnad och mindre basilika i Rom, helgad åt Jungfru Maria. Kyrkan är belägen vid Piazza del Popolo i Rione Campo Marzio och tillhör församlingen Santa Maria del Popolo.
Santa Maria in Montesanto bildar par med kyrkan Santa Maria dei Miracoli. De bägge kyrkornas exteriörer är likartade men invändigt är skillnaderna större.

## Kyrkans historia
Ursprunget för de två kyrkorna kan härledas till 1600-talets restaurering av huvudingången till medeltidens och renässansens Rom från Via Flaminia – Porta del Popolo. Påve Alexander VII beställde upprustningen av området av arkitekten Carlo Rainaldi. I uppdraget ingick två kyrkor och dessa finansierades av kardinalen Girolamo Gastaldi (1616–1685), vars vapensköld finns avbildad i båda kyrkorna.
Santa Maria in Montesanto byggdes på platsen för en äldre kyrka med samma namn och som administrerades av karmelitmunkar. Namnet Montesanto, italienska för ”heliga berget”, syftar på Karmelberget i Israel. Kyrkan började byggas den 15 juli 1662 och avslutades 1675, även om ytterligare påbyggnad utfördes 1679. Ursprunglig arkitekt var Carlo Rainaldi; ritningarna ändrades av Giovanni Lorenzo Bernini och slutfördes så småningom av Carlo Fontana. Helgonstatyerna på utsidan anses vara formgivna av Bernini. På 1700-talet uppfördes ett klocktorn.
Interiören är elliptisk med en dodekagonal, tolvsidig, kupol. Det första kapellet till vänster är helgat åt helgonet Lucia, nästa kapell är helgat åt heliga Maria Maddalena dei Pazzi, en karmelitnunna som kanoniserades av påven Clemens X 1669. Det tredje kapellet benämns Cappella Montioni, eftersom det finansierades av familjen Montioni.
År 1953 införde monsignoren Ennio Francia traditionen att i kyrkan hålla en konstnärsmässa. Varje söndag från och med den sista söndagen i oktober till den 29 juni firas en mässa där musik framförs. Mot slutet ber församlingen en särskild bön, Preghiera degli Artisti, för konstnärerna.

## Bilder

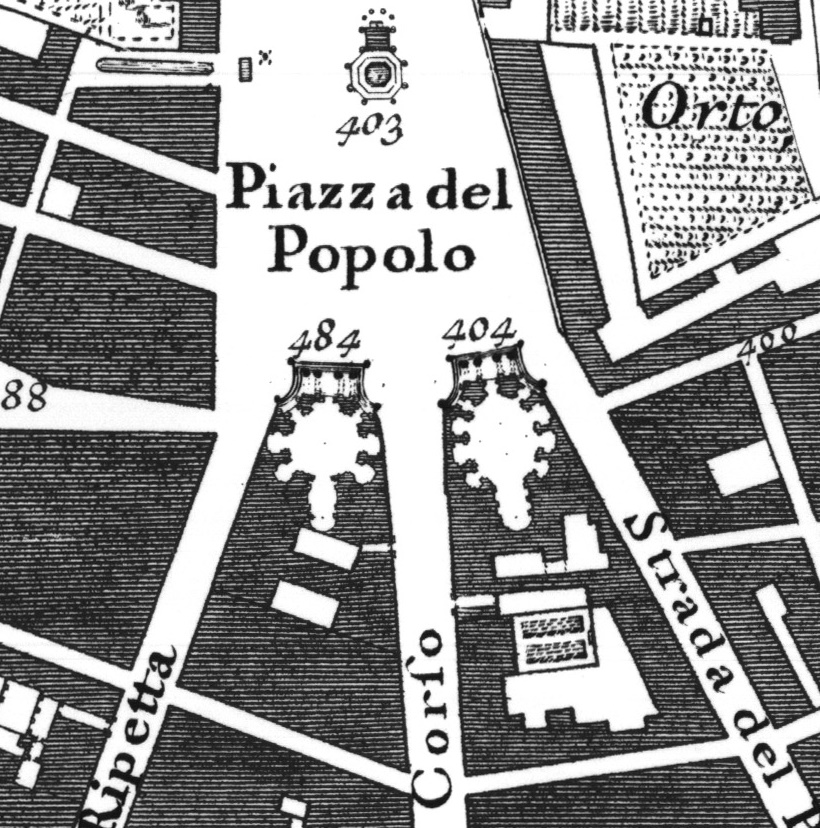
Santa Maria dei Miracoli (nummer 484) och Santa Maria di Montesanto (nummer 404)  på Giovanni Battista Nollis Rom-karta från 1748.
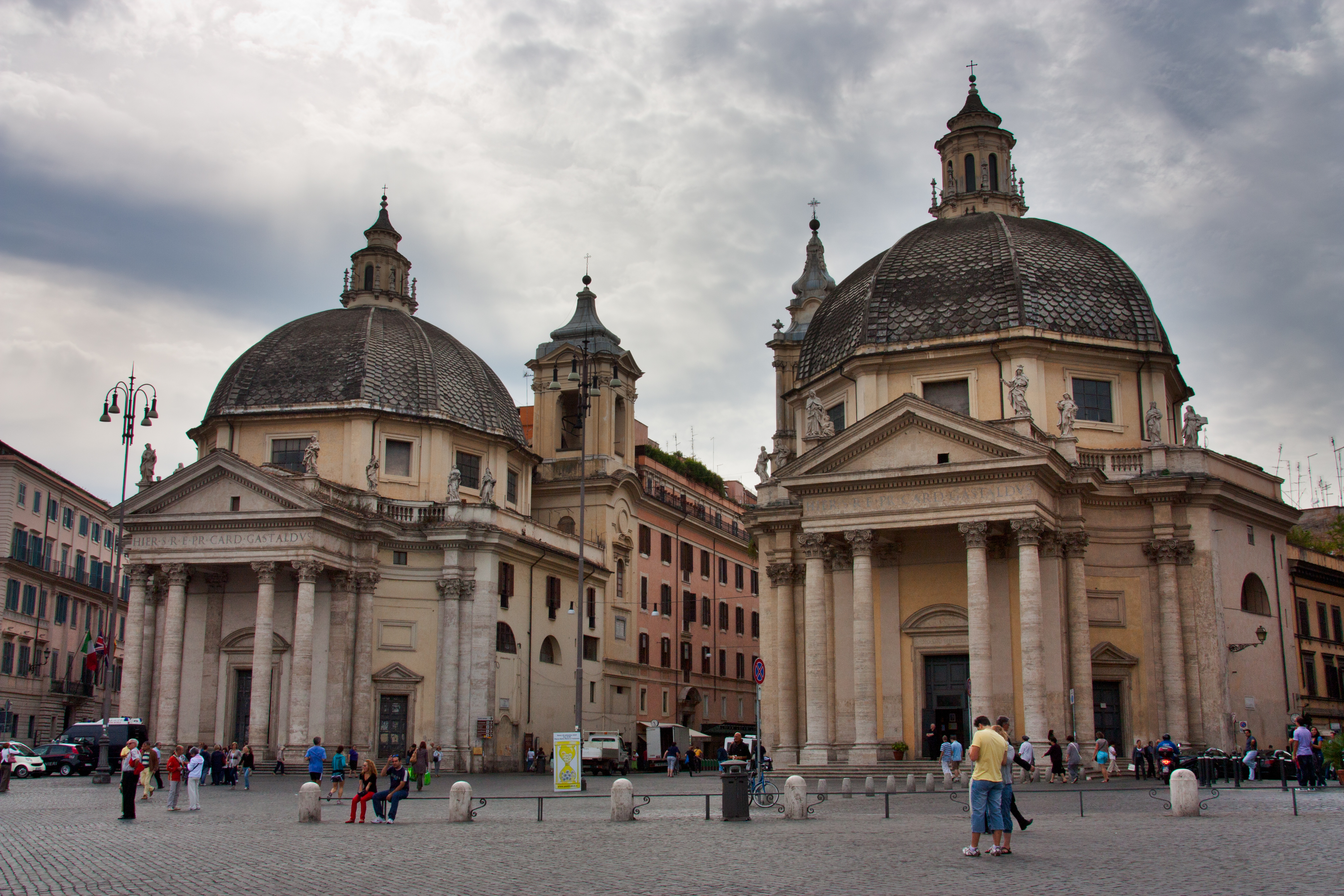
Santa Maria di Montesanto (till vänster) och Santa Maria dei Miracoli (till höger).